# Pedro Milašinčić
Pedro Milašinčić (* 20. Juni 1952 in Dorsten; † 24. Juni 2024 in Oer-Erkenschwick) war ein jugoslawisch-deutscher Fußballspieler.

## Karriere
Milašinčić kam 1962 zur TSV Marl-Hüls, 1970 rückte er in die erste Mannschaft auf und stand 1972 im Finale um die Deutsche Amateurmeisterschaft, das mit 1:2 gegen den FSV Frankfurt verloren wurde. Anschließend wechselte er in die Bundesliga zu Hannover 96. Für Hannover bestritt er drei Bundesligaspiele. Nach einer Saison trennten sich die Wege: Milašinčić kehrte danach nicht zurück in die Bundesliga; er spielte dann für Preußen Münster, wo er in 73 Spielen 14 Tore schoss, in der Saison 1975/76 für die DJK Gütersloh, wo er zwei Tore in 18 Spielen schoss, für den Bonner SC, für den er in 35 Zweitligaspielen sechs Tore schoss und mit dem er 1977 aufgrund des Lizenzentzugs abstieg und in der Saison 1978/79 für den VfL Osnabrück, für den er seine letzten vier Spiele (kein Tor) in der 2. Liga bestritt. Für alle Vereine spielte er in der Nordstaffel in der 2. Bundesliga. In der Saison 1977/78 spielte er für den Bonner SC auch in der Verbandsliga Mittelrhein. Seine Karriere ließ er beim ASC Schöppingen und als Spielertrainer der TSG Dülmen ausklingen.
Später schlug er eine Laufbahn als Trainer ein, 1983 schloss er den Trainerlehrgang an der Sporthochschule Köln ab und betreute den TSV Marl-Hüls, Westfalia Herne, die SpVgg Erkenschwick in der damals drittklassigen Oberliga Westfalen, die SpVg Marl, die Hammer SpVg und Mitte der 1990er den Frauen-Bundesligisten Rot-Weiß Hillen.
Milašinčić reiste Anfang des neuen Jahrtausends um die Welt und wurde schließlich in Brasilien ansässig. Nach einer schweren Erkrankung kehrte er nach Deutschland zurück, zuletzt lebte er in einer Senioren-Wohnanlage in Oer-Erkenschwick.